# Angel (Madonna)
Angel è una canzone della cantante statunitense Madonna. È il terzo singolo estratto dal suo secondo album in studio Like a Virgin. La canzone è stata scritta da Madonna e Steve Bray e prodotta da Nile Rodgers. Steve Bray e Madonna composero congiuntamente la canzone, che fu una delle prime canzoni composte per l'album. Madonna ha affermato che nello scrivere la canzone si è ispirata alla storia di una ragazza che si innamora di un angelo dopo essere stata salvata da questi. In alcuni paesi venne pubblicato come singolo insieme a Into the Groove ed entrò in varie classifiche musicali. Inizialmente si pensò di realizzare un video musicale per la canzone, ma l'idea non venne mai realizzata; al suo posto si usarono frammenti di video precedenti della cantante, come Borderline e Like a Virgin per promuovere il singolo nel Regno Unito.
Per quanto riguarda la composizione musicale, Angel possiede una gancio ascendente di tre accordi, presenti nella strofa e nel ritornello.
Il testo della canzone reitera l'immagine angelica del salvatore di Madonna.
La canzone ricevette critiche miste: alcuni critici affermarono che la canzone è un classico, altri affermarono che il singolo non raggiungeva il valore di alcuni singoli precedenti della cantante. Angel divenne il quinto singolo consecutivo di Madonna ad entrare nella top 5 della Billboard Hot 100 raggiungendo il primo posto nelle classifiche di musica dance. Raggiunse la posizione numero uno in Australia e la quinta posizione in Canada, Irlanda, Giappone, Nuova Zelanda, Spagna e Regno Unito.
Madonna cantò Angel dal vivo solo nel suo primo tour, Virgin Tour.
Nel singolo sono state inserite come b-side i brani Burning Up e Into the Groove (a seconda delle nazioni in cui è uscito).

## Antefatti
Steve Bray e Madonna composero congiuntamente la canzone, che fu una delle prime canzoni composte per l'album. Il singolo venne lanciato a livello mondiale il 10 aprile del 1985. Madonna spiegò a Bray che il suo scopo era quello di creare un album più forte e orientato al pop, che doveva riflettersi sulle canzoni. Nel descrivere la canzone, Madonna spiegò che la canzone riguardava una ragazza, depressa per qualcosa. Un angelo le apparì e le curò l'anima. e ciò la fece innamorare di lui. [...] Questo fu quello che io sentii quando ero giovane e pensai che questa fosse un'esperienza seria, una storia interessante per scriverne una canzone». Madonna registrò la canzone nell'aprile del 1984, però il progetto venne posticipato con grande frustrazione da parte della cantante. I produttori non consideravano necessario affrettare il lancio del nuovo singolo, poiché il disco di debutto vendeva ancora copie.
Inizialmente doveva essere il primo singolo dell'album, ma Madonna cambiò idea dopo la registrazione di Like a Virgin. Alla fine venne pubblicato come terzo singolo dell'album, con la canzone Into the Groove nel lato B.
Inizialmente si pensò di realizzare un video musicale per la canzone, ma l'idea non venne mai realizzata, perché a quel tempo cinque video della cantante avevano un'ampia diffusione; al suo posto si usarono frammenti di video precedenti della cantante, come Borderline, Like a Virgin, Lucky Star, Burning Up e Material Girl.

## Descrizione
La canzone inizia con una risata e l'eco che si sposta da sinistra a destra. Si basa su un gancio ascendente costituito da una sequenza di tre accordi, presenti nei versi e nei cori.
La canzone possiede un ritmo medio di 120 battiti al minuto; il ritmo costante dà alla canzone un suono simile alle canzoni della band americana Machine.  La melodia è composta nella tonalità di sol maggiore e il registro della cantante va dalla nota acuta sol fino alla nota grave si♭. La canzone possiede una sequenza basica di re 7 minore–mi 7 minore–fa–re 7 minore–mi 7–fa come progressione armonica.
All'inizio, Madonna canta con un registro grave e dopo passa ad un registro acuto nel verso: I can see it in your e-e-e-eyye-e-s («Posso vederlo nei tuoi occhi»). Alfred Soto affermò che questa frase deriva dalla canzone Death Disco del gruppo musicale britannico Public Image Ltd. Il testo reitera costantemente l'immagine angelica del salvatore di Madonna.

## Il videoclip
Inizialmente si pensò di realizzare un video musicale per la canzone, ma l'idea non venne mai realizzata, perché a quel tempo cinque video della cantante avevano un'ampia diffusione; al suo posto si usarono frammenti di video precedenti della cantante, come Borderline, Like a Virgin, Lucky Star, Burning Up e Material Girl.

## Accoglienza
Rikky Rooksby, autore di Madonna: The Complete Guide to Her Music, disse che Angel è una canzone che è «anche inferiore alla somma delle sue parti».  Santiago Fouz-Hernández e Freya Jarman-Ivens, autori di Madonna's Drowned Worlds: New Approaches to Her Cultural Transformations considerarono che «il verso del sintetizzatore pizzicato che apre Angel era un classico effetto di Madonna». John Leland dalla rivista Spin ha definito la canzone un rimaneggiamento del singolo precedente di Madonna Lucky Star (1984), con "una melodia e un ritmo più fiacco. [...] Angel è un esempio di come Nile Rodgers faccia quello che gli riesce meglio: fare di un cattivo prodotto una fonte di guadagno". Stephen Thomas Erlewine di AllMusic definì la canzone come «un eccellente standard di dance-pop». Sal Cinquemani di Slant Magazine ha descritto la canzone con la parola "zuccherata". Nella sua recensione all'album nel 1995, Dave Karger di Entertainment Weekly definì il singolo «immaturo e ripetitivo».
Nancy Erlich di Billboard qualificò la canzone come «una canzone romantica, indiscutibilmente tecnopop. [...] Il regno [di Madonna] continua ad essere la principale ossessione della stampa del [19]85»

## Tracce
- US/AUS 7[12][13]

1. Angel (radio edit) – 3:40
2. Angel (dance mix edit) – 4:56

- US/AUS 12[14][15]

1. Angel (extended dance remix) – 6:15
2. Into the Groove (single version) – 4:43

- UK/EU 7[16][17]

1. Angel (edit) – 3:40
2. Burning Up (alternate version)[N 2] – 4:48

- UK/EU 12[18][19]

1. Angel (extended dance remix) – 6:15
2. Burning Up (alternate version)[N 2] – 4:48

- Digital download[20]

1. Angel (radio edit) – 3:43
2. Angel (extended dance mix edit) (2022 remaster)  - 4:56
3. Angel (extended dance remix) – 6:15
4. Into the Groove (single version) – 4:43

## Esecuzioni dal vivo
Madonna interpretò «Angel» dal Vivo soltanto nel Virgin Tour del 1985, come quinta canzone della scaletta. La cantante indossava una camicetta azzurra trasparente, che mostrava il suo caratteristico reggiseno nero. Indossava anche dei leggings di pizzo e crocifissi nelle orecchie e nel collo. Dopo l'esibizione di "Everybody", le luci si spensero e si introduce «Angel». Madonna, seduta in cima alle scale discende lentamente sul palco. Durante l'interludio, Madonna e i suoi ballerini si muovevano nel palco mentre cadono palloncini bianchi dal soffitto. Madonna continua a cantare mentre le luci si vanno spegnendo.. La canzone non è stata inserita nel VHS del concerto.

## Classifiche
Probabilmente anche grazie alla B-side, (che era Into The Groove), Angel andò molto bene in classifica, raggiungendo la posizione n.5 negli USA, in Canada e in Regno Unito, la n.2 in Spagna e in Nuova Zelanda e la n.1 (per 4 settimane) in Australia.
| Classifica (1985) | Posizione massima |
| ----------------- | ----------------- |
| Australia         | 1                 |
| Belgio            | 18                |
| Canada            | 5                 |
| Paesi Bassi       | 46                |
| Germania          | 31                |
| Irlanda           | 3                 |
| Giappone          | 5                 |
| Nuova Zelanda     | 2                 |
| Spagna            | 2                 |
| Svizzera          | 17                |
| Regno Unito       | 5                 |
| Stati Uniti       | 5                 |

### Classifiche di fine anno
| Classifica (1985) | Posizione |
| ----------------- | --------- |
| Australia         | 2         |
| Canada            | 56        |
| Stati Uniti       | 81        |